# Baj-Tajginskij kožuun
Il Baj-Tajginskij kožuun (in russo Бай-Тайгинский кожуун?; in tuvano: Бай-Тайга кожуун) è un distretto della Repubblica di Tuva, nella Siberia Orientale. Occupa una superficie di 7 922,82 chilometri quadrati, è suddiviso in 7 sumon, ospita una popolazione di circa 10 807 abitanti ed ha come capoluogo il villaggio di Tėėli.